# Liceo classico Niccolò Forteguerri
Il liceo classico Niccolò Forteguerri di Pistoia è un liceo italiano avente sede a Pistoia, in corso Gramsci, 148.
Fondato nel 1473, è il liceo classico più antico d’Italia.

## Storia
Il liceo è l'erede della Pia casa di Sapienza, fondata nel 1473 grazie a due donazioni: una del cardinale Forteguerri e l'altra della comunità civica di Pistoia
La prima sede dell'istituto, collocata sulle case dello spedalingo di San Bartolomeo in Alpi e di San Matteo, fu abbandonata nel 1533 dopo la costruzione del palazzo della Sapienza, sede dell'istituto sino al 1924, quando, con l'insediamento della Biblioteca Forteguerriana nel palazzo, la scuola venne sistemata nell'ex convento da Sala.
Nel 1860 fu equiparato dal Governo provvisorio della Toscana agli altri licei classici del Regno.
Presso i locali del Liceo classico “Niccolò Forteguerri” dall'anno scolastico 1941/42 ebbe sede anche il neonato Liceo scientifico “Amedeo di Savoia Duca d’Aosta”, che ebbe una sua sede autonoma in Via Fonda di San Vitale solo a partire dagli anni sessanta, finché non venne trasferito nel 1972 nella sede attuale sul Viale Adua.
Nell'anno scolastico 1995-1996 ha avuto luogo l'annessione dello storico istituto magistrale "Atto Vannucci", sorto sul finire del 1800 come Regia Scuola Normale.
L'istituto oggi ospita, oltre alle sezioni di liceo classico, gli indirizzi liceo delle scienze umane, liceo musicale e liceo economico sociale.
Nel 2022 ha ottenuto tramite il progetto Enduscopio della Fondazione Agnelli un punteggio di 82.60, risultando dunque il migliore liceo classico della Piana metropolitana toscana.